# Uranotaenia neireti
Uranotaenia neireti är en tvåvingeart som beskrevs av Edwards 1920. Uranotaenia neireti ingår i släktet Uranotaenia och familjen stickmyggor.
Artens utbredningsområde är Madagaskar. Inga underarter finns listade i Catalogue of Life.